# Мравуняк
Мравунякът е подземно жилище на колония от мравки. Често включва надземна част, изградена от пръст, пясък, глина и други материали. Състои се от поредица подземни камери, свързани помежду си и с повърхността с тесни тунели. Отделни камери са предназначени за съхранение на храна, снасяне на яйца и отглеждане на ларвите.
В зависимост от вида мравки, един мравуняк може да има една или повече мравки-царици, т.е. специализирани в снасяне на яйца. Събирането на храна се извършва от значително по-дребните мравки-работнички.

## Супер-мравуняци
Най-голямата известна супер-колония от свързани мравуняци е открита през 70-те години на XX век край залива Ишикари на остров Хокайдо, Япония. Общата ѝ оценка е за около 306 милиона мравки-работнички и 1,1 милиона царици. Един от нейните изследователи, проф. Сейго Хигаши, счита че колонията може да е дори на 1000 години.
Системата от свързани мравуняци е заплашена от унищожаване от строителните работи в района.

## Структура на мравуняка
1. На входа пазят мравките войници. Те разпознават обитателите на своя мравуняк по миризмата и не пускат в него „чужденци“.
2. Задачата на тези мравки е да събират храна. По пътя си излъчват миризма, за да могат да се върнат обратно в мравуняка.
3. Младите мравки се грижат за яйцата. Те непрекъснато ги облизват и покриват със слюнка, за да не мухлясат.
4. Царицата снася яйца през целия ден. Младите мравки ѝ носят храна.
5. Това са мравки чистачки – те изнасят отпадъците извън мравуняка